# Dutasteride
Dutasteride is een middel dat het humane 5-alfa-reductase (aanwezig in de haarfollikels) remt, en de perifere omzetting van testosteron naar het androgene (en meer potente) dihydrotestosteron (DHT) blokkeert. Hierdoor daalt de hoeveelheid DHT in het bloed, hetgeen het proces van haaruitval zou moeten remmen. De verhouding tussen de concentraties testosteron en dihydrotestosteron zal veranderen binnen de normaal waarden.
Dutasteride zou effectief moeten zijn bij de bestrijding van alopecia androgenetica bij mannen. Echter, GSK heeft de onderzoeksresultaten nooit officieel gepubliceerd. Op basis van theoretische modellen kan men verwachten dat het gebruik van dutasteride een positief effect zou hebben en zou zowel de uitval van haren op het hoofd tegengaan als hergroei kunnen stimuleren. Er wordt verondersteld om zo snel mogelijk met de behandeling te beginnen om het wijken van de haarlijn te stabiliseren. Verder zorgt het voor een afname van de omvang van de prostaat na één tot zes maanden.

## Ontstaansgeschiedenis
De stof dutasteride is ontwikkeld door de farmaceutische gigant GlaxoSmithKline (GSK). De resultaten van finasteride bij de aandoening benigne prostaathypertrofie (BPH, goedaardige prostaatvergroting) vielen tegen; daarom wilde GSK een alternatief middel ontwikkelen. Bij BPH speelt, net als bij androgenetisch haarverlies, het mannelijk hormoon DHT een grote rol. Het middel dat er moest komen moest efficiënter de DHT-waarden verlagen dan finasteride.

## Dutasteride vs. Finasteride
Hoewel finasteride en dutasteride een vergelijkbare werking hebben, is dutasteride effectiever in het verlagen van DHT-waarden. Dit heeft twee redenen.
- Dutasteride is ongeveer drie keer zo effectief als finasteride in het onderdrukken van het enzym 5-alpha-reductase type 2. Dit type speelt waarschijnlijk de grootste rol bij het omzetten van testosteron in DHT bij de haarzakjes.[1]
- Dutasteride remt ook de werking van 5-alpha-reductase type 1. Finasteride pakt alleen type 2 aan en laat nagenoeg type 1 ongemoeid.[1]

Bij dagelijkse inname van 0,5mg neemt de productie van DHT gemiddeld met 93% af (vergelijk: finasteride zorgt voor een afname van 70% DHT). De stof blijft ook veel langer in het bloed aanwezig. Is de helft van de stof finasteride al binnen 8 uur afgebroken, bij dutasteride duurt dit gemiddeld 240 uur (10 dagen).
In november 2001 werd dutasteride door de Amerikaanse FDA goedgekeurd als medicijn tegen BPH, en het kwam op de markt onder de naam Avodart. In Nederland kwam het middel pas in 2003 op de markt. Het middel is door GSK ook succesvol getest voor behandeling van alopecia, maar bij gebrek aan commercieel potentieel nooit als zodanig op de markt gebracht.